# José Luna Borge
José Luna Borge (Sahagún, León, 1952) es un filólogo y escritor español, autor de poemarios como Las buenas costumbres (1989), Desconocidos (1997) o Reloj de melancólicos (2016) así como responsable de la edición de La obra literaria de Víctor Botas (1995).

## Biografía
José Luna Borge nació en la villa de Sahagún en el año 1952, hijo de José Luna Celada y Valentina Borge Conde. Cursó estudios de enseñanza media en el instituto Bernaldo de Quirós de Mieres y, posteriormente, Filología Románica en la Universidad de Oviedo donde trabó amistad con su compañero José Luis García Martín. Allí fue donde se desarrollaría su propensión y afición al verso tal como él mismo reconoce: “Fue allí donde fui adquiriendo mi abecedario poético. Leí sin piedad y fui iniciándome sin mucha esperanza, pero con algún convencimiento”.
Filólogo, profesor y funcionario de la Junta de Andalucía, reside en Sevilla desde 1981. Desempeñó los cargos de director del Centro Provincial Coordinador de Bibliotecas de Huelva (1985-1989) así como del de Sevilla (1989-1992). Ha trabajado en el Servicio de Programación e Información juvenil del Instituto Andaluz de la Juventud. Hombre polifacético que ha destacado como poeta, ensayista, crítico literario y antólogo desarrollando su labor en la capital hispalense, si bien nunca ha perdido los lazos con su villa natal, Sahagún, ni con el Principado de Asturias. Reflejo de su fuerte vínculo con la villa facundina son sus palabras dirigidas a su patria chica: “Sahagún es el lugar fundacional, allí donde todo comenzó, un territorio de la memoria y de la melancolía donde uno se cobija y encuentra amparo cuando pintan bastos o vienen mal dadas", por cuanto considera su tierra natal como un refugio sagrado, protector y donde se encuentra a salvo, pues, compartiendo el sentimiento de Rilke, para quien la verdadera patria del hombre es la infancia, Luna Borge siempre ha afirmado que su atracción por los libros surge durante aquella primera etapa que rememora con entusiasmo. Entre los literatos surgidos del parnaso leonés gusta de destacar a Julio Llamazares, Antonio Colinas, Luis Mateo Díez, Jesús Torbado o Antonio Manilla.
Entre los escritores que han dejado una huella indeleble en José Luna se hallan Ángel González, uno de los poetas más y mejor estudiados por Emilio Alarcos; Francisco Brines, Carlos Sahagún, Jaime Gil de Biedma y algunos poetas de la Generación del setenta como Miguel d'Ors, Víctor Botas o su amigo Jon Juaristi.
José Luna Borge es autor de poemarios como Las buenas costumbres (1989), Desconocidos (1997), Poemas y notas (1999), Los días inciertos (2003) o Reloj de melancólicos (2016). Como ensayista, crítico literario y antólogo editaría La Generación poética del 70 (1991), La obra literaria de Víctor Botas (1995), Bazar de lecturas (1999) y Alzar el vuelo: Antología de la joven poesía sevillana (2006). Asimismo, ha dirigido suplementos culturales (La Mirada del Correo de Andalucía y El Mirador de los Vientos: Revista de Literatura y Arte). 
Ha publicado también cuatro entregas de su diario titulado genéricamente Veleta de la curiosidad: Pasos en la niebla (2001), Pasos en la nieve (2002), Pasos en el agua (2004) y Pasos en la arena (2012).
En el año 2011 José Luna ganó el XI Premio de Poesía “Dionisia García” de la Universidad de Murcia con su obra “Canto rodado” en una edición que contó con la participación de 208 poemarios procedentes de todas las regiones españolas y de diversos países europeos y americanos, entre ellos Argentina, Costa Rica, Estados Unidos, Francia, Bélgica y Portugal. El catedrático de Literatura Española de la Universidad de Murcia, Francisco Javier Díez de Revenga, presidente del jurado, destacó el libro “cuyo título alude al transcurrir imparable de la vida y al desgaste del paso del tiempo”, con un mensaje final en forma de copla que es un aviso al lector: “la vida se marcha sola por un camino muy corto: no quieras andarlo pronto ni lo hagas a deshora. Y es que vida, soledad, camino, pronto, deshora…, existencia y tiempo son en definitiva las lecciones que ofrece este excelente poemario”. Por su parte, José Luna Borge expresó ante la concesión de dicho galardón que siempre ha concebido el acto de escritura “como un desahogo íntimo y emocional sobre una experiencia que me pesara en los adentros y necesitara con urgencia, y una fuerza poco común, sacarla fuera y colocarla en el ara del tiempo para que se oreara […] para que el que lo desee se acerque y pueda recoger lo que le sirva”, asegurando que los libros y la poesía son “caminos y fuentes donde sentarse un poco a contar y meditar sobre los pasos dados”.
En su libro Reloj de melancólicos Luna Borge profundiza como investigador y como poeta y resuenan los ecos de su admirado Gil de Biedma («a veces uno sabe / que la vida no va en serio») o la Epístola moral a Fabio, cuando espera que los días que restan sean propicios y que el tiempo «te acoja con piedad entre sus brazos». En 2017 le llegó la jubilación sin abandonar por ello su fecunda labor intelectual inherente a la actividad por él desarrollada con dedicación durante tantos años.